# Mohamed Saleh Ebrahimi
Mohamed Saleh Ebrahimi (shapol), född 24 juni 1933 i Mahabad, är en kurdisk författare, översättare och forskare. Han har publicerat cirka 30 böcker och även många översatta verk på kurdiska samt översatt och publicerat Koranen från arabiska till kurdiska. Han var redaktör för tidningen Gershay Kurdestan mellan 1980 och 1981. Han är också aktiv i föreningen för kurdiska i Teheran.

## Biografi
Mohamed Saleh Ebrahimi har studerat hos kända lärare som Mola Jasim sadeti, Haji Saleh Rahimi, Mola Afkhami Zade och Mola Ali Rabani.
Dr Ebrahimi verkade vid ett gymnasium från 1953 till 1958. Han kom sedan till Teheran och började studera vid universitet samma år. Han studerade mellan 1965 och 1969 bland annat religion. Han har undervisat i olika gymnasieskolor i Teheran.
Från 1962 har han arbetat vid kurdiska radion i Teheran.
Han undervisar i det arabiska språket vid Teherans universitetet.